# 2023년 11월 죽음
다음은 2023년 11월에 사망한 저명한 인물 목록이다.

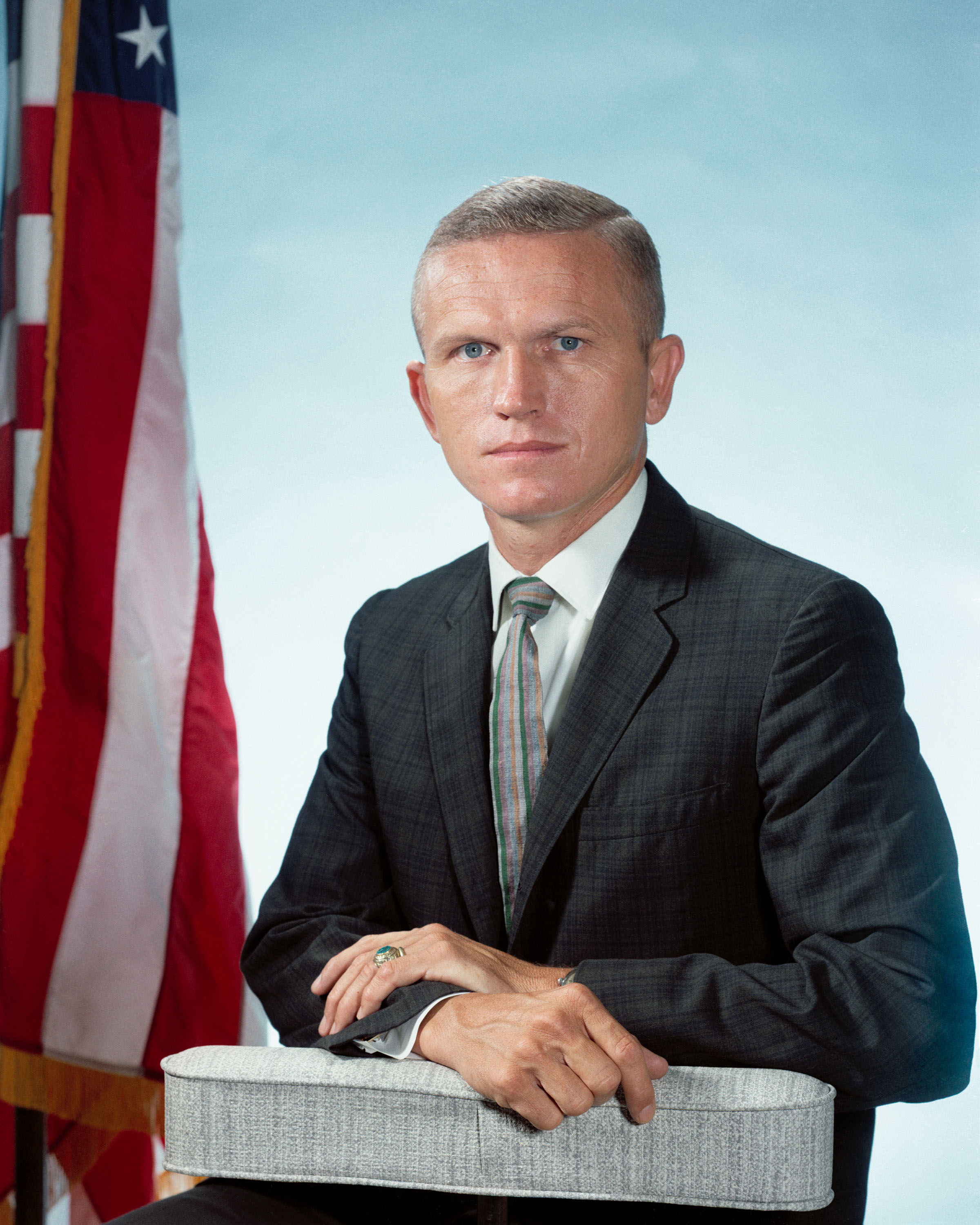
프랭크 보먼

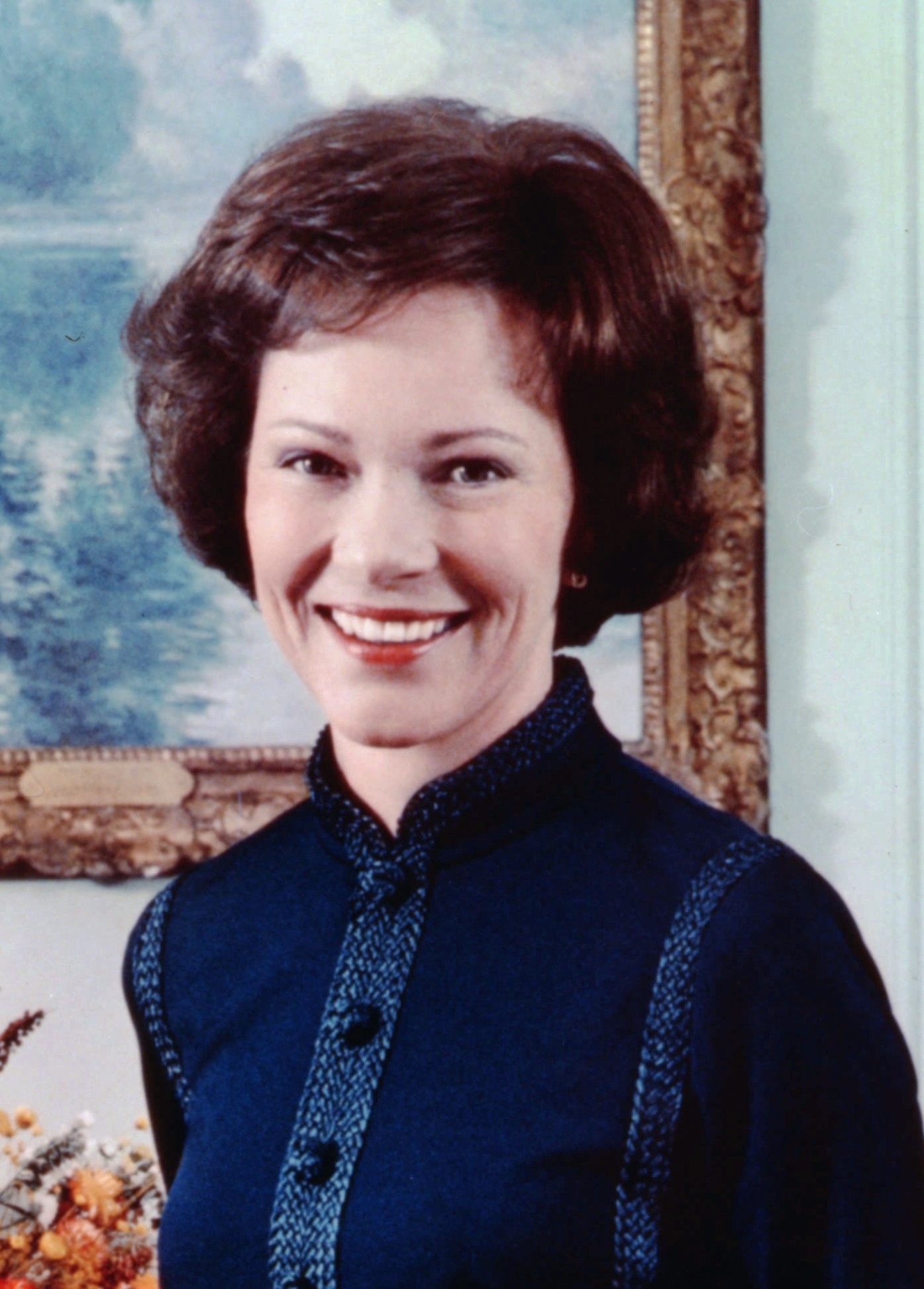
로절린 카터

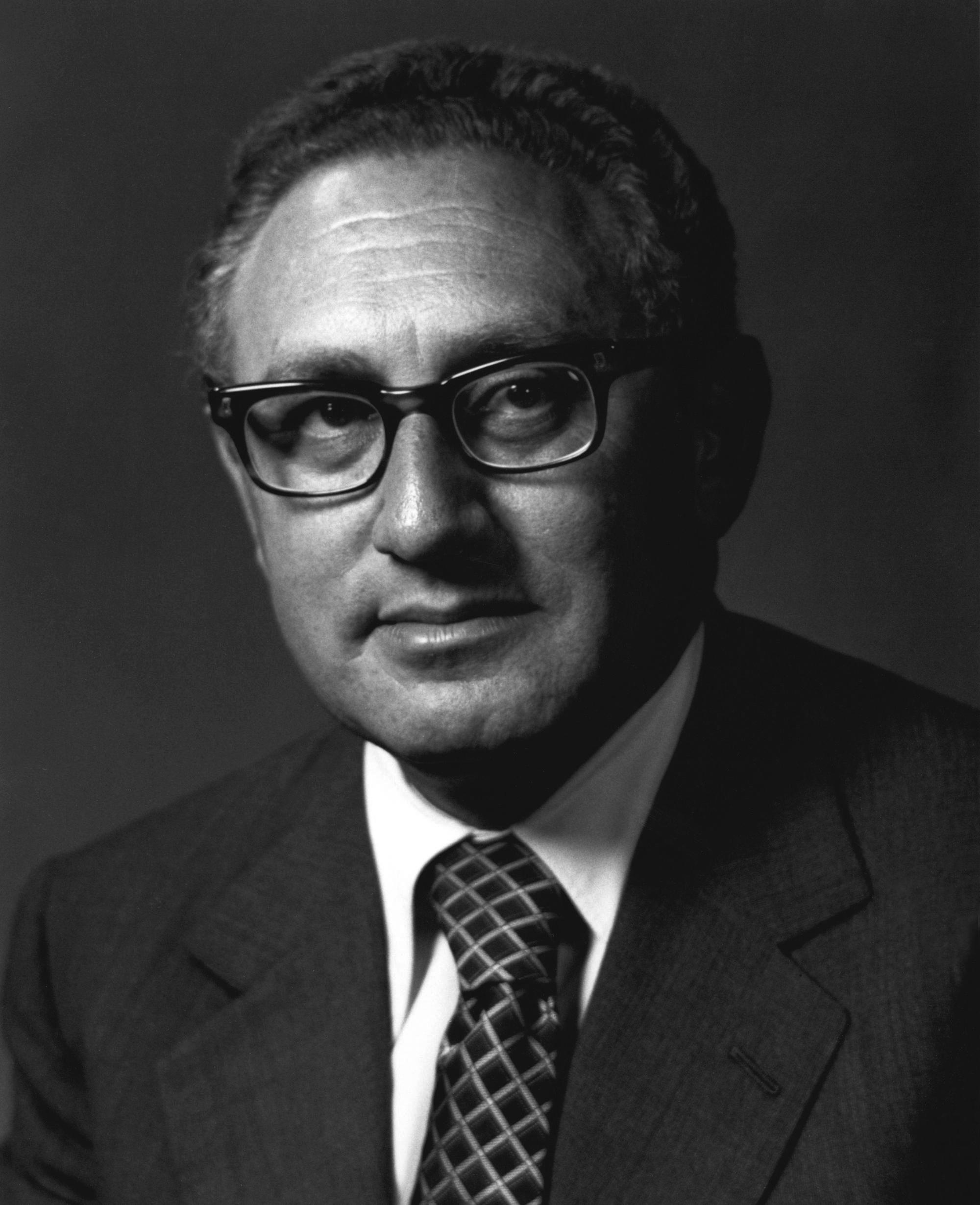
헨리 키신저

- 11월 1일 - 대한민국의 정치학자 이인수
- 11월 2일
  - 대한민국의 정치인 신구범
  - 대한민국의 가수 홍민
- 11월 4일 - 대한민국의 승려 성열
- 11월 5일 - 대한민국의 의사 박상은
- 11월 6일
  - 미국의 역사가 존 헤일브론
  - 대한민국의 가수 찰리 박
  - 안도라의 제6대 총리 안토니 마르티
- 11월 7일
  - 대한민국의 정치인 가기산
  - 모리셔스의 정치인 데브 비라흐사우미
  - 미국의 우주비행사 프랭크 보먼
- 11월 8일
  - 대한민국의 가수 나히
  - 대한민국의 정치인 최희욱
- 11월 10일
  - 대한민국의 정치인 박환희
  - 그리스의 영화배우 스피로스 포카스
  - 일본의 정치인 호소다 히로유키
- 11월 12일 - 체코의 아이스하키선수 로만 체흐마네크
- 11월 15일 - 일본의 작가 이케다 다이사쿠
- 11월 16일
  - 북마케도니아의 영화배우 메토 요바노프스키
  - 영국의 소설가 A. S. 바이엇
  - 대한민국의 연극배우 전수환
- 11월 18일 - 네덜란드의 축구선수 뤼트 헤일스
- 11월 19일
  - 대한민국의 영화배우 박동룡
  - 대한민국의 정치인 이흥수
  - 잉글랜드의 영화배우 조스 애클랜드
  - 미국의 제39대 영부인 로절린 카터
- 11월 22일 - 프랑스의 역사학자 에마뉘엘 르 루아 라뒤리
- 11월 25일 - 잉글랜드의 축구감독 테리 베너블스
- 11월 26일 - 대한민국의 공무원 최낙정
- 11월 27일
  - 이란의 영화배우 파르바네 마수미
  - 미국의 영화배우 프랜시스 스턴헤이건
- 11월 28일
  - 대한민국의 연극배우 박경득
  - 미국의 기업인 찰리 멍거
- 11월 29일
  - 대한민국의 제32·33대 총무원장 자승
  - 미국의 제56대 국무장관 헨리 키신저
- 11월 30일 - 영국의 정치인 앨리스터 달링